# Simon Relph
Pour les articles homonymes, voir Relph.
Simon Relph est un assistant réalisateur et producteur britannique. En 1991, il a fait partie du jury du 41e festival du film de Berlin.
Il est le petit-fils de l'acteur George Relph (1888-1960).

## Filmographie

### Assistant réalisateur

#### Au cinéma
- 1963 : L'Indic (The Informers) de Ken Annakin
- 1964 : X3, agent secret (Hot Enough for June) de Ralph Thomas
- 1964 : Le Rideau de brume (Seance on a Wet Afternoon) de Bryan Forbes
- 1964 : Dernière Mission à Nicosie (The High Bright Sun) de Ralph Thomas
- 1966 : Doctor in Clover (en) de Ralph Thomas
- 1967 : Plus féroces que les mâles (Deadlier Than the Male) de Ralph Thomas
- 1968 : Mandat d'arrêt (Nobody Runs Forever) de Ralph Thomas
- 1969 : Dieu pardonne, elles jamais ! (Some Girls Do) de Ralph Thomas
- 1969 : Anne des mille jours (Anne of the Thousand Days) de Charles Jarrott
- 1970 : Les Trois Sœurs (en) (Three Sisters) de Laurence Olivier et John Sichel
- 1971 : Un dimanche comme les autres (Sunday Bloody Sunday) de John Schlesinger
- 1971 : Macbeth de Roman Polanski
- 1971 : Marie Stuart, Reine d'Écosse (Mary, Queen of Scots) de Charles Jarrott
- 1972 : The Triple Echo de Michael Apted
- 1973 : Bequest to the Nation de James Cellan Jones
- 1973 : La Méprise (The Hireling) d'Alan Bridges
- 1973 : Une maîtresse dans les bras, une femme sur le dos (A Touch of Class) de Melvin Frank
- 1974 : Zardoz de John Boorman
- 1974 : Percy's Progress (en) de Ralph Thomas
- 1979 : Yanks de John Schlesinger
- 1981 : Reds de Warren Beatty
- 1983 : Guerres froides (The Ploughman's Lunch) de Richard Eyre